# Rossum (Gelderland)

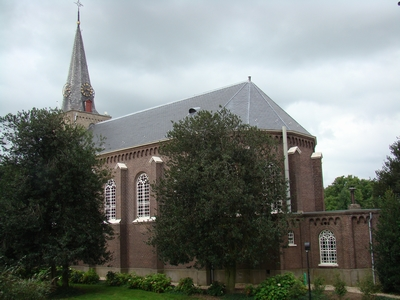
Kerk in Rossum

Rossum is een dorp aan de zuidoever van de rivier de Waal, in de gemeente Maasdriel in de Bommelerwaard in de Nederlandse provincie Gelderland. Het dorp telt 2828 inwoners (per 1 januari 2023).

## Etymologie
De oudste naamsvermelding van Rossum stamt uit het jaar 893. In een akte wordt Rossum als 'Rotheheim' genoemd, een naam die is samengesteld uit 'rothe', dat een plaats aanduidt waar bos gerooid is, en 'heim', dat woonplaats betekent. Op 25 maart 1818 werd de toenmalige gemeente Rossum een gemeentewapen verleend door de Hoge Raad van de Adel.

## Geschiedenis
Het dorp ontstond op een stroomrug tussen Maas en Waal. Beide rivieren naderen elkaar hier zeer dicht.
Tot het dorp Rossum behoren ook de buurtschappen Doorning en Rome. In "Het plaatsnamenboek" komt de naam Rome ook voor. In 1843 komt de naam voor als "Romen". De verklaring voor de naam luidt: "vernoemd naar Rome in Italië. Als reden wordt opgegeven dat hier veel romeinse oudheden gevonden zijn".
Op de Peutingerkaart wordt op deze locatie een Romeins castellum genoemd met de naam Grinnibus.
Tijdens de Tachtigjarige Oorlog lagen hier Spaanse versterkingen, met name het Fort Sint-Andries. Ook het Kanaal van Sint Andries, tussen Waal en Maas, werd toen (1599) gegraven. In 1600 kwam dit fort al in bezit van de Staatsen. Van 1931-1937 werd de Maasverbetering uitgevoerd, waarbij ook de Maasbedding werd verlegd en een nieuw Kanaal van Sint Andries moest worden gegraven.
De gemeente Rossum ontstond op 1 januari 1818 door samenvoeging van de gemeenten Heerewaarden en Hurwenen. Kennelijk functioneerde de fusiegemeente niet, want op 1 januari 1821 werden er opnieuw gemeenten Heerewaarden en Hurwenen gevormd. De samenstelling van deze gemeentes was anders dan die van voor 1818, want Rossum bleef nu een eigen gemeente. Op 1 juli 1955 werd de gemeente Hurwenen opgeheven en bij Rossum gevoegd. Op 1 januari 1999 werd de gemeente Rossum opgeheven en bij Maasdriel gevoegd.

## Bezienswaardigheden
- Kasteel Rossum
- Hervormde kerk
- Gereformeerde kerk
- HH Martinus- en Barbarakerk
- Hallenhuisboerderijen:
  - Gendershof (Burchtstraat 2), van 1891
  - Kerkstraat 32, van oorsprong 17e-eeuws
  - Waalstoep 1 (1858)
  - Waalstoep 3 (1859)
- Dijkmagazijn aan Kerkstraat 27, van 1859

Zie ook
- Lijst van rijksmonumenten in Rossum (Gelderland)
- Lijst van gemeentelijke monumenten in Rossum (Gelderland)

## Natuur en landschap
Rossum ligt aan de Waal en het Kanaal van Sint Andries, op een hoogte van ongeveer 4 meter. Bovendien ligt het aan een afgedamde Maasarm, daarvan gescheiden door een uiterwaardengebied. Door het dorp loopt de Rossumse Wetering, welke in de Waal uitkomt. Tegenwoordig wordt een aanzienlijk deel van de oppervlakte door tuinbouw ingenomen.

## Nabijgelegen kernen
Alem, Heerewaarden, Hurwenen, Kerkdriel, Velddriel